# Bolloré Bluetram

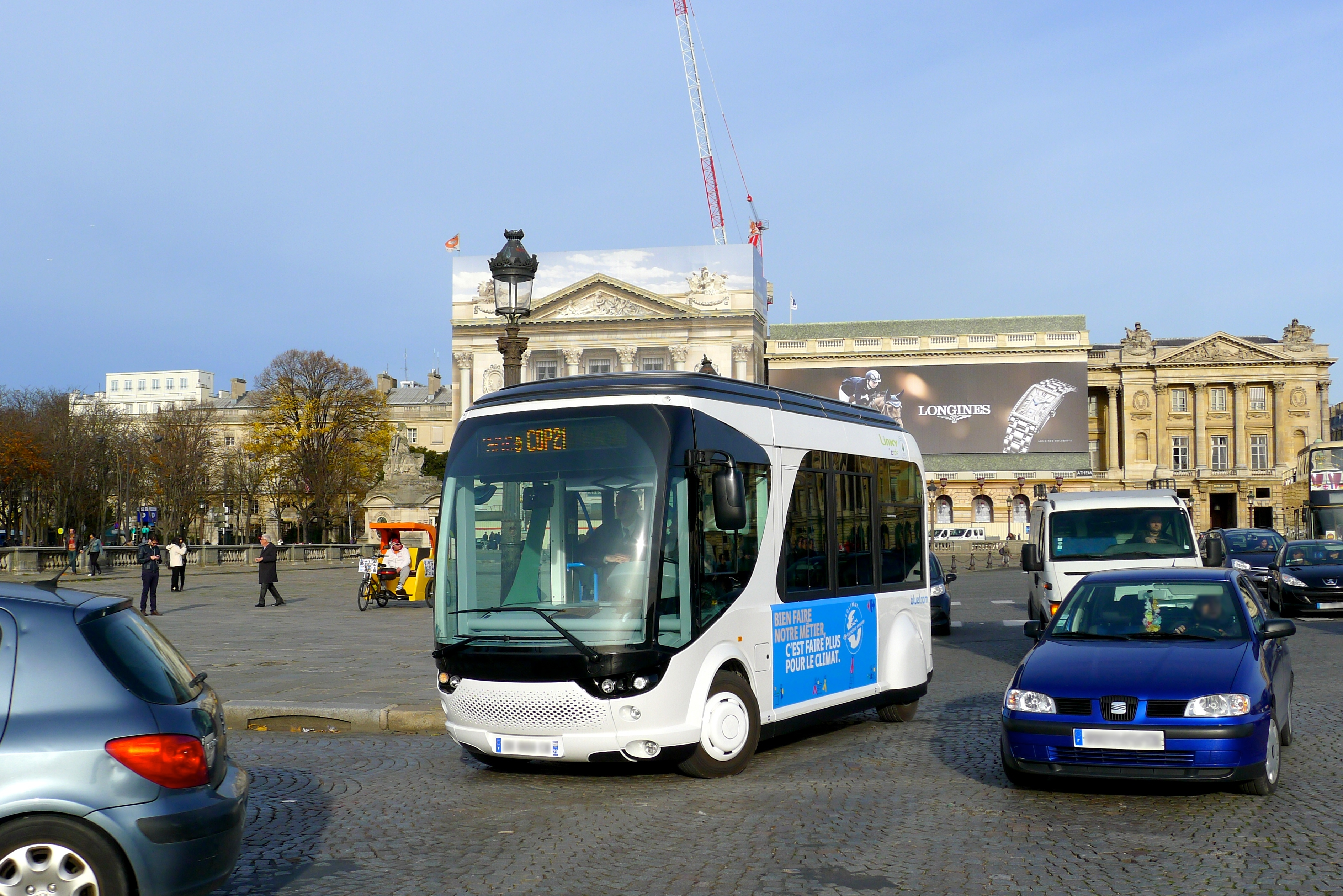
Un autobus Bluetram à Paris.

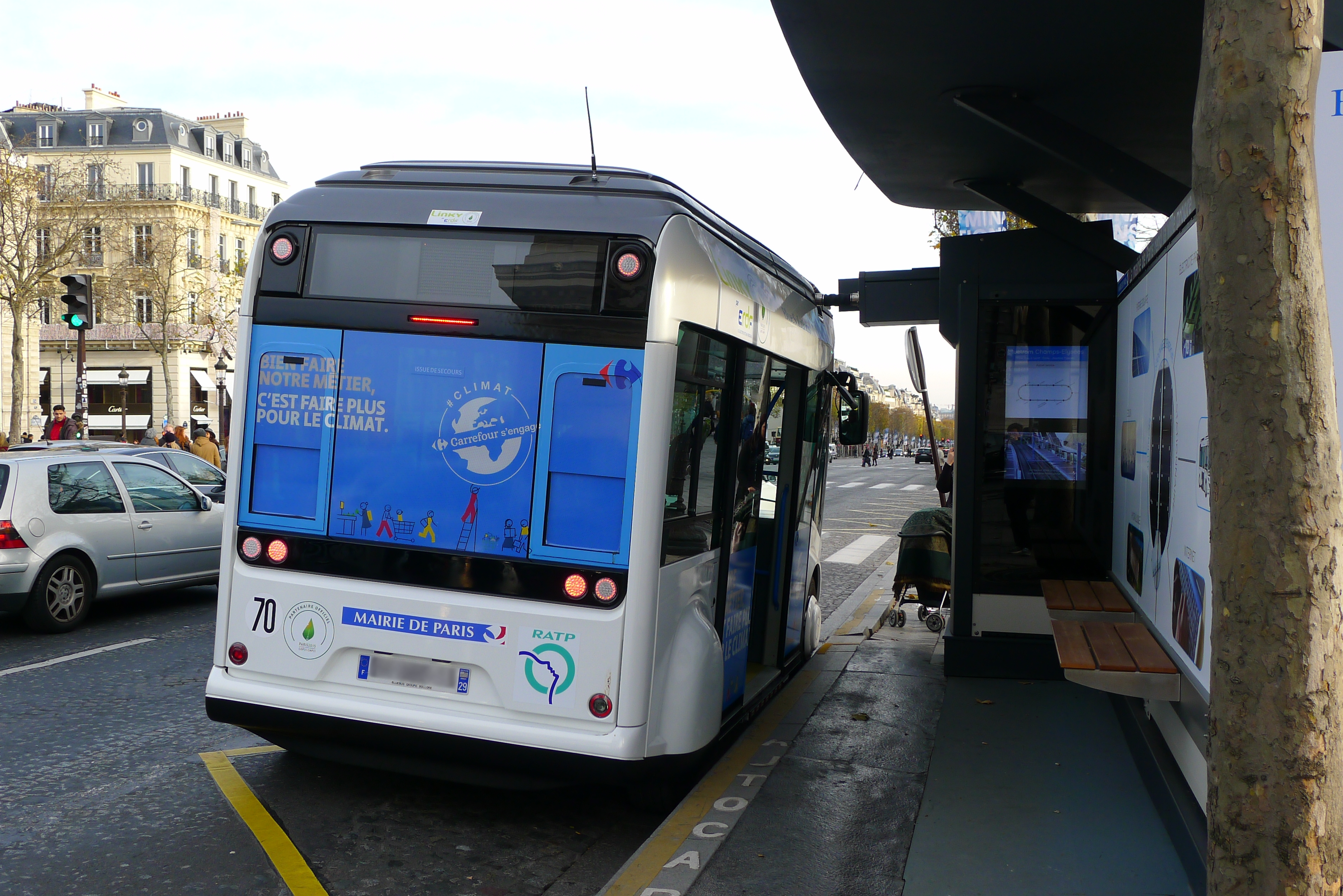
Un Bluetram en rechargement.

Le Bluetram est une gamme d'autobus urbain fabriqué et commercialisé par le groupe français Bolloré sous la marque Blue Solutions.
Le véhicule doit être fabriqué sur le site breton d'Ergué-Gabéric. Il est électrique et fonctionne avec des condensateurs à super capacité.
Le nom de ce bus fait référence au tramway, mais il ne s'agit en réalité que d'un minibus électrique.